# Козацьке (Звенигородський район)
Коза́цьке (вимоваⓘ) — село в Україні, у Звенигородському районі Черкаської області, центр сільської ради. Розташоване за 18 км на схід від районного центру — міста Звенигородки та за 15 км від залізничної станції Багачеве. Населення — 1569 чоловік, дворів — 837 (на 1 січня 2007 року).
Через село з півдня на північний захід проходить автомобільна дорога, яка з'єднує дві автотраси — Черкаси—Умань і Звенигородка—Вільшана.

## Історія
Село відоме з початку 18 століття. Наприкінці століття воно належало Григорію Потьомкіну. Згодом він подарував частину земель пану Василю Васильовичу Енгельгардту як придане для його дочки Варвари, що згодом вийшла заміж за князя Сергія Голіцина. Останнім нащадком Голіциних по чоловічій лінії в Козацькому був Григорій Голіцин, який у 1829 році продав значну частину маєтку Івану Фундуклею. В книзі Лаврентія Похилевича зазначено:
|  | Козацкое село в 12 верстах от Звенигородки к востоку. Резиденция и главное управление имениями тайного советника Ивана Ивановича Фундуклея… |

За нового господаря 1861 ліквідовано кріпацтво, частину землі передано селянам маєтку та збудовано новий спиртовий завод.
З 1872 року маєток перейшов до дочки померлого на той час Григорія Голіцина — Варвари. Згодом, 27 серпня цього ж року, вона вийшла заміж за барона Георгія Єгоровича Врангеля. За часи порядкування княжної постали нові підприємства: кінний завод англійської верхової породи коней, тартак, побудовано нову кузню і теслярню.
У 1885 році побудовано поміщицький палац — велику двоповерхову будівлю готичного стилю.
Станом на 1885 рік у колишньому власницькому селі, центрі Казачанської волості Звенигородського повіту Київської губернії, мешкало 2930 осіб, налічувалось 361 дворове господарство, існували 2 православні церкви, школа, постоялий двір, 2 лавки, базари, водяний і вітряний млини, пивоварний і винокурний заводи.
За переписом 1897 року кількість мешканців зросла до 4344 осіб (2119 чоловічої статі та 2225 — жіночої), з яких 4234 — православної віри.
У 1898 році в селі відкрито двокласну школу (народну). У 1910 році Звенигородське земство організувало першу лікарню. На той час село ще мало винокурний завод, 31 вітряний млин, 4 кузні, один сільський банк.

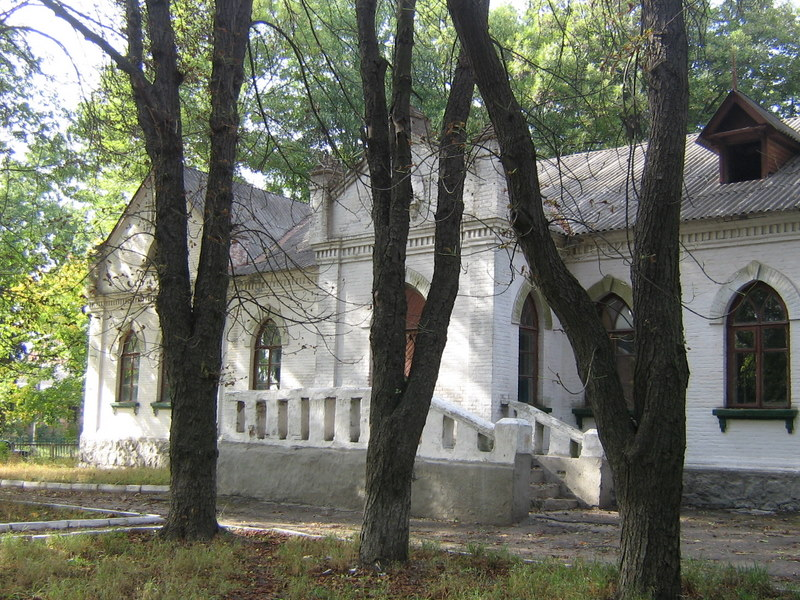
один з будинків княгині Куракіної

братська могила

Вже за господарювання княгині Куракіної Тетяни Георгіївни в селі побудовано цілу низку житлових будинків для працівників маєтку, що збереглися донині. Село на той час мало телеграфний і телефонний зв'язок. Козацьке мало статус волосного села.
В червні 1905 року тут відбувся страйк робітників гуральні й селян, що працювали в поміщицькій економії. Мешканці Козацького брали участь у антиукраїнському Звенигородсько-Таращанському збройному повстанні проти німецьких та гетьманських військ, які відбирали всі запаси селян, у червні 1918 року. Результатом стала чергова російська окупація у вигляді більшовицької диктатури на початку 1919 року.
У перші роки радянської окупації було створено 3 колгоспи. Після революції в селі діяла неповна середня школа, через деякий час — середня школа.
Село постраждало внаслідок геноциду українського народу, проведеного окупаційним урядом СРСР 1932—1933 та 1946–1947 роках.
Налякані саме Голодомором, а не кровавими діями фашистських загарбників, які випалювали цілі селища та вбивали місцевих мешканців, через 8 років 405 мешканців села брали участь у боях радянсько-німецької війни на боці російського окупанта, 189 з них загинули, 175 нагороджені орденами й медалями. В селі споруджено пам'ятник односельцям, що загинули в роки війни.
Станом на початок 70-х років ХХ століття в селі розміщувалась центральна садиба колгоспу імені Ілліча, за яким було закріплено 3,6 тисяч га сільськогосподарських угідь, у тому числі 3,3 тисячі га орної землі. В господарстві вирощували зернові культури, було розвинуте тваринництво. З допоміжних підприємств працювали млин, олійня, пилорама, ветеринарний пункт.
Також на той час працювали загальноосвітня середня школа, середня школа сільської молоді, профтехучилище, три бібліотеки з фондом 10,7 тисяч книг, дільнична лікарня, аптека, комбінат побутового обслуговування, будувалася нова лікарня, яку, на щастя, більшовики не встигли добудувати.
Поблизу села виявлено поселення трипільської культури.

## Сучасність

погруддя Т. Г. Шевченка

На території Козацької сільської ради розміщений сільськогосподарський виробничий кооператив (СВК) «Козацький», який очолює з 1997 року Зозуля Володимир Максимович. У 2007 році його нагороджено Почесною грамотою Кабінету Міністрів України за успіхи в рослинництві і тваринництві.
У центрі села розміщені адміністративно-господарські будівлі, зокрема сільська рада, контора СВК «Козацький», відділення зв'язку, амбулаторія, аптека, 5 приватних магазинів, церква, дитячий садок, ЗОШ І-ІІІ ступенів, обеліск-пам'ятник воїнам-козачанам, загиблим у роки Великої Вітчизняної війни, Будинок культури, у якому діє фольклорно-етнографічний ансамбль, ощадкаса, ветеринарний пункт, 3 бібліотеки, ПТУ № 37 з новими навчальними корпусами і гуртожитками, на щастя, вдалося успішно закрити в рамках декомунізації. Ліси Круглик і Зелянський належать Козачанському лісництву.
14 вересня 2013 року звершено освячення новозбудованого дерев'яного храму святої великомучениці Варвари в селі Козацьке Звенигородського благочиння.

## Населення

### Мова
Розподіл населення за рідною мовою за даними перепису 2001 року:
| Мова       | Кількість | Відсоток |
| ---------- | --------- | -------- |
| українська | 1801      | 97.19%   |
| російська  | 45        | 2.43%    |
| румунська  | 6         | 0.32%    |
| білоруська | 1         | 0.06%    |
| Усього     | 1853      | 100%     |

## Визначні місця

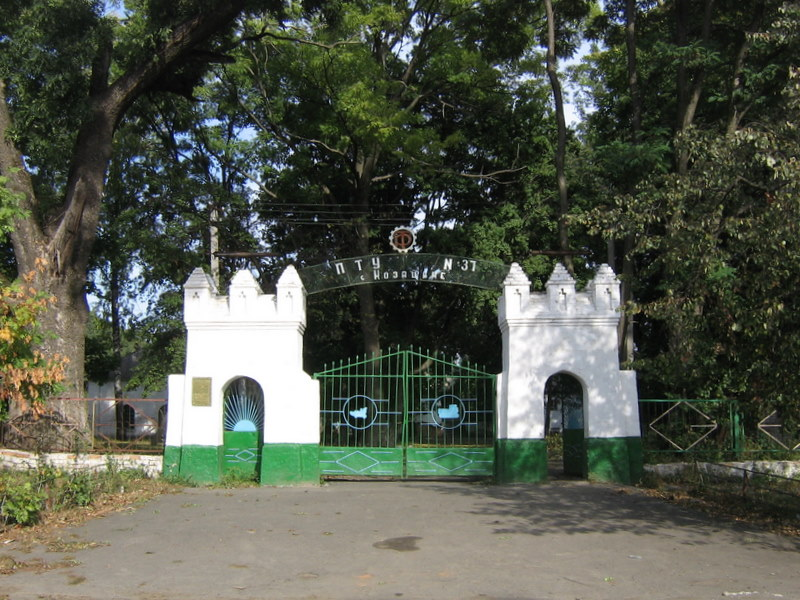
В'їзні ворота до парку

- Козачанський парк — парк-пам'ятка садово-паркового мистецтва державного значення. Його площа 51 га, закладений наприкінці XVIII століття. Парк дуже витягнутий. В його північній частині є каскад ставків, до яких веде довга, пряма алея.
- Рудьково (заказник).
- Питовник (заказник).
- Шахтарський заказник.

## Відомі люди
Уродженцями села є:
- Коваль Сузанна Василівна — українська акторка, заслужена артистка України;
- Мацюк Олександр Васильович (1958—2016) — український скульптор.
- Панасенко Тарас Іванович — перший секретар обкому партії Рівненської області;
- Г. М. Підоплічко (дружина співака Дмитра Гнатюка) — доктор філологічних наук;
- Підоплічко Іван Григорович — український радянський зоолог і палеонтолог, академік АН УРСР;
- Підоплічко Микола Макарович — український радянський ботанік, міколог, член-кореспондент АН УРСР;
- О. П. Підоплічко — професор;
- Погрібняк Микола Степанович (1885—1965) — український радянський художник;
- Стеценко Василь Кіндратович — графік;

У селі в 1797–1801 роках жив російський письменник-байкар Іван Андрійович Крилов.